# Gag Order
Gag Order (с англ. — «Приказ о неразглашении») — пятый студийный альбом американской певицы Кеши, выпущенный 19 мая 2023 года, на лейблах RCA и Kemosabe. Это последний альбом, который певица выпустила по контракту с лейблом Kemosabe, который она заключила ещё со своим бывшим менеджером Dr. Luke.
Продюсером альбома выступил Рик Рубин. Пластинка записана в жанре электронной музыки, с элементами психоделики, авант-попа и арт-попа. Лирически, пластинка описывает духовные переживания и беспокойства, которые пережила певица. Песни из альбома затрагивают такие темы, как смерть, перерождение, панику, освобождение. Тексты песен напрямую навеяны судебными разбирательствами с Dr. Luke.
После релиза, альбом получил всеобщее признание от музыкальных критиков. Одни высоко оценили продакшн песен альбома и новое звучание для Кеши, другие же не оценили переход певицы от старого звучания. В коммерческом плане, альбом не получил признания. В поддержку альбома были выпущены три сингла — «Eat the Acid», «Fine Line» и «Only Love Can Save Us Now». 30 июня, на фоне окончания её судебных баталий с Dr. Luke, певица выпустила акустический мини-альбом с четырьмя песнями из альбома, а осенью ожидается старт концертного тура в поддержку альбома.

## Предыстория
Первая информация о новом альбоме певицы появилась в январе 2023 года, когда певица появилась в выпуске американского шоу «60 минут», посвящённом Рику Рубину и его музыкальному творчеству. Там артистка впервые подтвердила своё сотрудничество с продюсером. Также в шоу был показан процесс записи вокала госпел-хора для песни «Only Love Can Save Us Now».
Ещё больше информации об альбоме появилось в феврале того же года, когда певица поделилась отрывком новой песни с пластинки. На свой 36-й день рождения артистка очистила свой Instagram и сообщила названия четырёх новых композиций — «Eat the Acid», «Fine Line», «The Drama» и «Living in My Head».

## Выпуск и продвижение
Кеша анонсировала альбом 25 апреля, сообщив его название, обложку, и дату выхода первых двух синглов — «Eat the Acid» и «Fine Line» 28 апреля. В интервью Rolling Stone она призналась, что выпуск альбома ощущается как «рождение самой интимной вещи», которую она когда-либо создавала, сославшись на беспокойство во время пандемии COVID-19 и духовные переживания предыдущих трёх лет в качестве основных факторов влияния. По её словам, пластинка объединяет эмоции «гнева, неуверенности, тревоги, горя, боли, сожаления». В этом же интервью певица раскрыла название восьми песен из альбома.
Избранным поклонникам, которые приняли участие в розыгрыше после предварительного сохранения альбома, был отправлен по почте конверт с подписанными постерами и открытками с текстами песен для альбома. QR-код на плакате содержал ссылку к видеообращению от Кеши. Трек-лист альбома был обнародован 2 мая 2023 года, однако Кеша прокомментировала пост в Instagram, указав, что она не знала об этом. Три дня спустя все тексты песен ко всему альбому были доступны для скачивания на ее официальном сайте. В преддверии выпуска альбома певица также организовывала специальные встречи с фанатами, где проходило прослушивание пластинки.
30 мая Кеша анонсировала концертный тур по Северной Америке в поддержку альбома. Гастроли начнутся 15 октября в Далласе, штат Техас, США, а конец запланирован на 18 ноября, в Лос-Анджелесе, штат Калифорния. 30 июня, певица выпустила акустический мини-альбом Gag Order (Live Acoustic EP from Space). Альбом состоит из акустических версий четырёх песен из альбома.

## Синглы
28 апреля состоялась премьера первых двух синглов из альбома — «Eat the Acid» и «Fine Line».  Премьера третьего сингла, «Only Love Can Save Us Now», состоялась 17 мая.

## Отзывы и критика
| Совокупная оценка    | Совокупная оценка |
| Источник             | Оценка            |
| -------------------- | ----------------- |
| AnyDecentMusic?      | 7.2/10            |
| Metacritic           | 75/100            |
| Оценки критиков      |                   |
| Источник             | Оценка            |
| AllMusic             | [ 14 ]            |
| The Arts Desk        | [ 15 ]            |
| Clash                | 7/10              |
| The Guardian         | [ 17 ]            |
| The Independent      | [ 18 ]            |
| The Line of Best Fit | 8/10              |
| MusicOMH             | [ 20 ]            |
| NME                  | [ 21 ]            |
| Pitchfork            | 7.1/10            |
| Slant Magazine       | [ 23 ]            |

Альбом получил всеобщее признание от критиков. Так, на портале Metacritic альбом получил 75 баллов из 100 возможных, а на портале AnyDecentMusic? пластинка удостоилась 7.2 баллов из 10.
Элен Браун из Independent похвалила альбом, дав ему максимальные пять баллов из пяти возможных. Браун напрямую связывает лирику альбома с судебными разбирательствами певицы с Dr. Luke. Она похвалила хуки песен, а также высоко оценила сотрудничество с Рубином, заявив, что «легендарный продюсер Рик Рубин, надёжно вникающий в суть вещей, предложил Кеше копать глубже и излагать свои мысли». Оливия Хорн из Pitchfork позитивно оценила альбом, дав ему 7.1 баллов из 10 возможных. Хорн заявила: «Кеша из Gag Order изменилась — она по-прежнему работает смелыми, хаотичными жестами, но из её палитры исчезли цвета. Жертвенность Rainbow и юношеская вакханалия следующего альбома, High Road, ушли в прошлое; эта Кеша чувствует свой возраст, переживает травму, отказывается от надежды, а затем копает глубже в поисках чего-то большего». Журналист также отметила, что в альбоме не хватает песен, которые бы можно было поставить на радио или вечеринке, отметив лишь «Peace & Quiet», как подобный трек. Алекс Риготти из Clash дал пластинке семь баллов из десяти, утвердив, что она «соответствует названию», заключив: «Кеша закончила своё сотрудничество с Kemosabe записью, которая отличается утончённым звучанием и эмоциональными нюансами».
Пол Эттард из Slant Magazine дал альбома три с половиной звезды из пяти возможных. По мнению журналиста, «в альбоме сформулирован рабочий тезис об артистизме певицы, который существует независимо от коммерческого эксгибиционизма». Эттард заявил, что «альбом теряет обороты примерно в середине, с [...] „The Drama“ и [...] „Hate Me Harder“». Также, по мнению журналиста, хуки, мелодии и структуры песен альбома в большинстве своём непродуманны, в противовес необычным элементам звучания: «ему мешают дрянные продюсерские решения, такие как чрезмерное увлечение унылыми синтезаторными звуками». Стивен Томас Эрлевайн из Allmusic дал пластинке три звезды из пяти, отметив, что «он называется 'Приказ о неразглашении' ввиду того, что Кешу ограничивают в её словах, на фоне продолжающихся судебных тяжб». Он назвал альбом «запутанным клубком ярости и печали», однако отметил, что альбому не хватает хуков и мелодий. Том Стихбери из NME дал альбома три звезды из пяти, отметив, что «рисковый звук не всегда оправдывается», а также сделал замечание касательно текста некоторых песен, однако утвердив, что «исследующий, очищающий и непоколебимо личный „Gag Order“ — несмотря на своё название — является воплощением артиста, который обрёл свой голос».

## Коммерческий успех
В США, альбом дебютировал на 187-й позиции в чарте Billboard 200, с продажами в 8.300 копий. После выхода альбома на виниле, альбом достиг нового пика на 168-й строчке.

## Список композиций
Gag Order
| №                   | Название                    | Автор(ы)                                                                         | Продюсер(ы)                           | Длительность |
| ------------------- | --------------------------- | -------------------------------------------------------------------------------- | ------------------------------------- | ------------ |
| 1.                  | «Something To Believe In»   | Кеша Себерт Пиб Себерт Стюарт Кричтон                                            | К. Себерт Кричтон Рик Рубин           | 3:29         |
| 2.                  | «Eat the Acid»              | К. Себерт П. Себерт Кричтон                                                      | К. Себерт Кричтон Джейсон Лэдер Рубин | 4:02         |
| 3.                  | «Living In My Head»         | К. Себерт Росс Бичард Габриэлла Громбахер Рубин Эверетт Романо                   | К. Себерт Рубин Хадсон Мохок          | 3:06         |
| 4.                  | «Fine Line»                 | К. Себерт П. Себерт Аджай Бхаттачарья                                            | К. Себерт Кричтон Рубин Ладер         | 3:26         |
| 5.                  | «Only Love Can Save Us Now» | К. Себерт Бхаттачарья Юсси Карвинен                                              | К. Себерт Jussifer Stint Рубин        | 2:34         |
| 6.                  | «All I Need Is You»         | К. Себерт Бхаттачарья Карвинен Кэролайн Пеннелл Рекс Кадо Романо                 | К. Себерт Stint Рубин                 | 3:01         |
| 7.                  | «The Drama»                 | К. Себерт Дрю Пирсон Шон Эверетт Курт Вайл Джонни Раймон Ди Ди Рамон Джоуи Рамон | К. Себерт Пирсон Лэдер Рубин          | 4:23         |
| 8.                  | «Ram Dass Interlude»        |                                                                                  |                                       | 1:14         |
| 9.                  | «Too Far Gone»              | К. Себерт Пирсон Скайлер Стоунстрит                                              | К. Себерт Пирсон Рубин                | 2:17         |
| 10.                 | «Peace & Quiet»             | К. Себерт Бичард Кеннеди Ликкен Кэтлин Брэди Росс                                | К. Себерт Мохок Рубин                 | 2:57         |
| 11.                 | «Only Love Reprise»         | К. Себерт Бхаттачарья VantaBlaqJungleKat Карвинен Рубин                          | К. Себерт Лэдер Рубин                 | 1:15         |
| 12.                 | «Hate Me Harder»            | К. Себерт Джастин Трантер Бхаттачарья Карвинен Пеннел Ликкен                     | К. Себерт Рубин                       | 2:48         |
| 13.                 | «Happy»                     | К. Себерт Блейк Слаткин Стоунстрит                                               | К. Себерт Рубин                       | 4:22         |
| Общая длительность: | Общая длительность:         | Общая длительность:                                                              | Общая длительность:                   | 38:53        |

| №                   | Название                    | Автор(ы)                                           | Длительность |
| ------------------- | --------------------------- | -------------------------------------------------- | ------------ |
| 1.                  | «Fine Line»                 | К. Себерт П. Себерт Бхаттачарья                    | 3:07         |
| 2.                  | «Only Love Can Save Us Now» | К. Себерт Бхаттачарья Карвинен                     | 2:36         |
| 3.                  | «All I Need Is You»         | К. Себерт Бхаттачарья Карвинен Пеннелл Кадо Романо | 2:48         |
| 4.                  | «Happy»                     | К. Себерт Слаткин Стоунстрит                       | 4:45         |
| Общая длительность: | Общая длительность:         | Общая длительность:                                | 13:16        |

Примечания
- Продюсерами всех треков на Live Acoustic EP from Space выступили Ник Эннис и Майк Дайсон.
- Все треки на Live Acoustic EP from Space имеют подзаголовок «Live Acoustic from Space».

## Чарты
| Чарт (2023)                                   | Высшая позиция |
| --------------------------------------------- | -------------- |
| Шотландия (Scottish Albums Chart)             | 85             |
| Испания (PROMUSICAE Vinyls)                   | 30             |
| Великобритания (UK Digital Albums Chart)      | 18             |
| Великобритания (OCC Albums Sales)             | 27             |
| Великобритания (OCC Physical Albums)          | 57             |
| США (Billboard 200)                           | 168            |
| США (Billboard Top Alternative Albums)        | 14             |
| США (Billboard Top Rock & Alternative Albums) | 37             |

## История релиза
| Регион | Дата          | Формат(ы)                        | Лейблы       | Ист.          |
| ------ | ------------- | -------------------------------- | ------------ | ------------- |
| Мир    | 19 мая, 2023  | Цифровая дистрибуция стриминг CD | Kemosabe RCA | [ 39 ] [ 40 ] |
| США    | 30 июня, 2023 | Винил                            | Kemosabe RCA | [ 41 ]        |